# Altenau
Altenau este un oraș din Districtul Goslar, în Saxonia Inferioară, Germania. Este situat în mijlocul munților Harz, între Clausthal-Zellerfeld și muntele Brocken. Este parte a comunității administrative Oberharz.

## Istorie
Altenau a fost fondată în 1500. Minele erau în funcțiune din 1532, dintre care cea mai importantă a fost Trezoreria Welxhe.
Prima biserică a fost construită la Altenau în 1588. Altenau are cartă de oraș din 1617 și are o fabrică de bere din 1622. Biserica Sankt Nikolai de astăzi a fost construită în 1669. A existat o topitorie până în 1911. Din 1914 până în 1976 orașul a avut o conexiune feroviară. În Altenau există un parc cu plante, o fabrică de bere și o piscină.